# Нагорний Володимир Володимирович
Володимир Володимирович Нагорний (нар. 18 квітня 1978, Владивосток, СРСР) — український продюсер, режисер та сценарист. Найбільш відомий за стрічками «DZIDZIO Контрабас» (2017), «Джентльмени, удачі!» (2012) «Трудності виживання» (2018) (зняв своє ім'я з титрів через зйомки в окупованому Криму.) в якості автора сценарію, та «За вікном». Українські історії (2021) в якості продюсера.
Як генеральний продюсер у 2016 році відкрив «Сценарне КБ», а в 2018 став засновником та керівником компанії «ФанФілмз». В 2021 році компанія заснувала мережу пересувних кінотеатрів КіноТабор [Архівовано 31 серпня 2021 у Wayback Machine.].

## Життєпис
Народився у м. Владивосток у 1978 р. в родині українського військового, виріс у м. Севастополь. У 1993 р. навчався акторській майстерності при театрі Луначарського (філія ДІТМ (ГИТИС), майстерня Л. Шестакової). З 1995 по 2000 рік під час навчання в Національній юридичній академії України ім. Я. Мудрого — захопився КВК, в ролі капітана збірної писав, режисував і виступав в Українській і Слобожанській лігах КВК. Одночасно з участю в КВК, заснував при НЮАУ театр «Прем'єр», де понад п'ять років був режисером і драматургом.
У 2003 р. переїхав до США, де навчався на відділеннях продюсерської справи і режисури кіно, спочатку в кіношколі при College of Southern Nevada (CSN, Las Vegas), а потім в University of Southern California (UCLA, Los Angeles).
У 2004 р. за короткометражний фільм Self-Expression отримав дві головні нагороди кінофестивалю UNLV Film Fest, за кращу режисуру і кращий короткометражний фільм, а за свою операторську роботу у фільмі Dark Soul отримав спеціальну премію на фестивалі Underground Vegas Film.
З 2005 р. мешкав у Лос-Анджелесі, де працював режисером монтажу, лінійним продюсером і помічником режисера на проектах для VH1, Sony Digital, HBO і NBC.
У 2011 р. очолював виробництво політичної реклами у креативному агентстві FD Element у Ванкувері (Канада).
З 2010 по 2014 рр. працював з російськими кінокомпаніями в ролі сценариста і режисера. Серед більш ніж 15-ти робіт: «Джентльмени, удачі!» (Базелевс, 2012), «Ведмідь» (NYFA, 2013), «Людина-Амфібія» (ТриКита Ентертейнмент, 2014), «Дівчатка зрозуміють» (Телеканал Ю, 2014), «Енський Робінзон» (2Д Целулоїд, 2018) тощо.
В 2015 р. через політичні та творчі погляди переїхав в Україну. У 2016 році, з метою розвитку в Україні сценарної справи та інституту шоуранерства, заснував першу в Україні сценарну компанію «Сценарне КБ». Перший же розроблений з авторами компанії сценарій «Dzidzio. Контрабас» (Солар Медіа спільно з Дзідзьо Фільм, 2017) став рекордсменом прокату, а також отримав премію «Золота Дзиґа» в категорії «Вибір глядача» (2018).
У 2018 р. заснував у Києві кінокомпанію «Фан Філмз», яка спеціалізується на виробництві комедійного, сімейного та дитячого кіно. Є постійним експертом в експертній раді з аудіовізуального мистецтва Українського Культурного Фонду (УКФ). Входить до складу журі міжнародного кінофестивалю «Бруківка».
У 2021 році як продюсер зняв повнометражний фільм-альманах "За вікном". Українські історії. Перший повний метр в світі, який зняли за допомогою безпілотного літального апарата — дрона.
у 2021 році заснував мережу пересувних кінотеатрів — КіноТабор. Компанія продає франшизу по показам кіно в селах, СМТ, невеликих містах, де немає стаціонарних кінотеатрів.
Автор 20 повнометражних сценаріїв; один з них, «Дзідзьо. Контрабас» (2017), на момент виходу став найприбутковішим у історії України. Премія Української кіноакадемії «Золота Дзиґа 2018» в категорії «Вибір глядача» (за повнометражну стрічку «Дзідзьо. Контрабас»).
Одружений. Має двух синів.

### Освіта
Університет Каліфорнії, Лос-Анджелес (UCLA) — сертифікат за спеціальністю Бізнес та менеджмент кіноіндустрії (2006—2010)
Коледж Південної Невади, Лас-Вегас (CSN) — спеціальність Кіно, телебачення та цифрові медіа (2002—2005)
Національна юридична академія імені Ярослава Мудрого (НЮАУ) — спеціальність юрист, диплом з відзнакою (1995—2000)
Загальноосвітня середня школа № 4, приватна школа «Новація», м. Севастополь
Музична школа № 8, Клас фортепіано, м. Севастополь

### Нагороди та відзнаки
- Премія Української кіноакадемії «Золота Дзиґа» в категорії «Вибір глядача» за повнометражну стрічку «Дзідзьо. Контрабас» (2018), автор сценарію.
- Премія Молодіжного центру Спілки кінематографістів Росії за короткометражний фільм «Ведмідь» (2013)
- Нагорода за найкращий монтаж, повнометражна комедія «Стати Поні-Боєм» (2008 Indie Fest Merit Award, Becoming Pony Boi)
- Приз за найкращу режисуру, короткометражний фільм «Останній дзвінок» (Best Director, Dead Ringer, 48hr Film Project, 2005)
- Спеціальна премія фестивалю Underground Vegas Film за операторську роботу у фільмі Dark Soul (2004)
- Премія за найкращу режисуру/найкращий короткометражний фільм за короткометражний фільм «Самовираження» (Best Director/Best Short, Self-Expression, UNLV Film Festival, (2004)

## Фільмографія
- 2021 — повнометражний фільм-альманах «За вікном». Українські історії[6][8]. — продюсер, шоуранер.
- 2020 — вебсеріал «За вікном» [Архівовано 26 травня 2020 у Wayback Machine.]
- 2018 — повнометражний фільм «Труднощі виживання» — сценарист
- 2017 — повнометражний фільм «Дзідзьо. Контрабас» — сценарист
- 2014 — телесеріал «Дівчатка зрозуміють» — режисер
- 2013 — короткометражний фільм «Ведмідь» — режисер
- 2012 — повнометражний фільм «Джентльмени, удачі!» — сценарист
- 2008 — повнометражний фільм «Стати Поні-Боєм» (Becoming Pony Boi) — режисер монтажу
- 2005 — короткометражний фільм «Останній дзвінок» (Dead Ringer) — режисер
- 2004 — короткометражний фільм «Самовираження» (Self-Expression) — режисер

## Відеографія
- 2021 — За вікном — музичний трек створено для фільму «За вікном. Українські історії». Володимир Нагорний виступив продюсером пісні та кліпу. 2021 р.
- 2022 — Грай! 122 ТрО[9][10]- музичний кліп створено бійцями 122-ї окремої бригади ТРО ЗСУ, щоб підняти дух всіх українських захисників.. Володимир Нагорний, виступив як музичний продюсер, режиссер та оператор кліпу. 2022 рік.
- 2022 — BO BRO «Звідки ти бро? Я з ТрО»[11] — музичний кліп створений для підтримки бойового духу військових ТрО. Володимир Нагорний виступив в якості режисера кліпу.

## Сценарне КБ[12]
У квітні 2016 року Володимир Нагорний вирішив стати першим шоуранером в Києві та створювати українські серіали та фільми за американськими технологіями. Тому створив та очолив організацію «Сценарне КБ», ставши його генеральним продюсером. У чорно-білому open space на Подолі він зібрав команду з 16 сценаристів, які п'ять днів на тиждень з 10 до 18 спільно створюють сценарії серіалів та фільмів для українського кіновиробництва.
«До цього часу в Україні вся кіноіндустрія трималася на фрілансерах, але співпрацювати з організацією замовникам значно вигідніше» — впевнений Володимир Нагорний.
Володимир організував дві великі зустрічі продюсерів телеканалів з членами «Сценарне КБ». У кожного автора було 15 хвилин на презентацію своєї ідеї і особисте спілкування з замовниками. «Раніше сценаристи відправляли заявки молодшому редактору каналу, який в залежності від настрою пропускав їх вище або відправляв в утиль. А я хочу, щоб автори заражали продюсерів своїм ентузіазмом», — ділиться ідеями Володимир Нагорний з «Великим Києвом». Обидві зустрічі, проведені в такому новому для українського ринку форматі, закінчилися тим, що вибір припав на ідеї п'яти проектів.
З середини 2016 — початку 2017років, силами «Сценарного КБ», був створений сценарій фільму «Дзідзьо. Контрабас», який вийшов восени 2017 та став касовим хітом в Україні.

## КіноТабор
В 2021 році за підтримки Українського культурного фонду була створена мережа пересувних кінотеатрів КіноТабор. Компанія показує кіно в селах, СМТ, у невеликих містах, де немає стаціонарних кінотеатрів. КіноТабор — це те, чого чекали глядачі в невеликих населених пунктах. В Україні кількість кіноекранів на душу населення становить найнижчий відсоток у Європі, тому поява такого проекту важлива для України.
Створення КіноТабору підтримав Український культурний фонд в рамках програми «Культура плюс» — як соціально важливий і перспективний культурний проект. Серед головних переваг КіноТабору експертами УКФ були відзначені популяризація українського кіно, розширення культурного дозвілля мешканців сільських районів, довгостроковість і стійкість проекту, залучення підприємців в сферу креативних індустрій і сприятливий економічний ефект.
Організація показів кіно в сільській місцевості є частиною програми Міністерства культури щодо розвитку Українського кінематографа на 2021—2026 роки.
Важливим елементом франшизи КіноТабор є його «Амбасадори» — це незалежні підприємці, які за договором з кінокомпанією «ФанФілмз» отримують в своє розпорядження унікальну територію (область), необхідний комплект обладнання для показу і фільм, який спеціально створили для таких івентів.
Компанія продає франшизу пересувних кінотеатрів на постійній основі по всім регіонам України.

## За вікном. Українські історії
В 2021 році Володомир Нагорний як продюсер та шоуранер зняв перший в світі повнометражний фільм за допомогою безпілотника.
Фільм-альманах «За Вікном: Українські історії» — це унікальний проект, над яким працювали режисери і сценаристи з усієї країни. Це перший повний метр в світі, який зняли за допомогою безпілотного літального апарата.
Центральною ідеєю фільму є продемонструвати, як живуть, чим думають та відрізняються звичайні люди в різних куточках нашої країни. Для цього безпілотник підіймався до вікон однієї з квартир і знімав, чим живуть мешканці конкретного регіону в цей момент.
Зйомки фільму проходили в Одесі, Києві, Львові, Харкові, Миколаєві, Івано-Франківську, Житомирі, Вінниці, Ужгороді та Дніпрі.
На кожну кіноісторію припадає близько десяти хвилин. Разом вони і утворюють цілісний альманах. Більшість новел створили в комедійному жанрі, але є і глибоко драматичні історії. Жанри новел різняться від сентиментальної драми до комедійних жахів, а позбавлена цензури мова і ризиковані теми відправили фільм в категорію 16+.
Персонажі кіноновел говорять на діалектах своїх міст, жартують на близькі їм теми, розкривають хвилюючі їх проблеми, тим самим перетворюючи фільм в культурний обмін між регіонами України.
Серед відомих артистів у фільмі взяли участь художній керівник театру «Маски» Георгій Делієв, режисери Валерій Шалига, Петро Авраменко, Роман Гапачило, актори з «Жіночого кварталу» і знамениті львівські «Колеги».
Продюсером кінокартини виступив Володимир Нагорний, автор фільму «Дзідзьо. Контрабас», який встановив п'ять рекордів за касовими зборами а також отримав «український Оскар», престижну премію Української Кіноакадемії «Золота Дзиґа 2018» в категорії «Кращий фільм року. Вибір глядача».
Фільм зняли за підтримки Українського Культурного фонду в рамках проекту «КіноТабор». Це франшиза пересувних надувних кінотеатрів, яка показує кіно по селах і СМТ, в невеликих містах, де немає стаціонарних кінотеатрів.
Розробкою фільму «За вікном: Українські історії» займалася кінокомпанія «ФанФілмз», яка виробляє ігрове кіно для масового глядача, в комедійному і сімейному жанрах, а також серіали для стрімінгових платформ.
До повнометражного фільму ввійшли новели зняті в таких містах:
- ОДЕСА «Шпигунські пристрасті», комедія (10 хв), реж. Георгій Делієв
- ВІННИЦЯ «Хто в шафі», мелодрама (12 хв), реж. Валерій Шалига
- ХАРКІВ «Одна», драма (8 хв.), реж. Ольга Тернова
- ЖИТОМИР «Розіграш», комедія (11 хв), реж. Петро Авраменко
- УЖГОРОД «Війна кланів», комедія (10 хв), реж. Юрій Максименко
- МИКОЛАЇВ «Корабели», драма (12 хв), реж. Віталій Манжелій
- ІВАНО-ФРАНКІВСЬК «Стіна», комедія (8 хв), реж. Павло Валько
- КИЇВ «Школа міньєту», комедія (11 хв), реж. Ірина Гатун
- ЛЬВІВ «Комуналка: фільм жахів», комедія (12 хв), реж. Роман Гапачило

## Профсоюз сценаристів[13]
На початку 2018 року українські сценаристи вирішили об'єднати свої зусилля й консолідувати властні сили задля розвитку сценарної професії та індустрії в цілому. З ініціативою створити професійну спілку виступили Володимир Нагорний («Dzidzio Контрабас»), Андрій Бабік («Нюхач», «Ніконов і Ко»), Максим Данкевич («Незламна») і Ярослав Войцешек («Викрадена принцеса»). Вони підготували текст Маніфесту сценаристів України, під яким підписалися ще 24 їхніх колеги.
Профспілка сценаристів України визначили свої цілі. Головні з них — відстояти справедливу оплату праці та роялті (авторські відрахування) для сценаристів, юридичну допомогу у трудових відносинах і захист авторських прав, посиленні ролі сценариста в кіно- і телепроцесі, поліпшення законодавства, допомога добрати авторів та проектів.
Профспілка має стати платформою для професійного зростання і спілкування між сценаристами, взаємодії з іншими профспілками та об'єднаннями в галузі кіно. Планується також заснування професійних нагород і премій.

## «Труднощі виживання» (2018)[15]
У 2018 на екрани в Росії вийшов фільм «Труднощі виживання», який зфільмований в окупованому Криму. Автором ідеї та сценарію був Володимир Нагорний, що написав його ще до початку війни. Він офіційно зняв своє ім'я з титрів за політичними та творчими мотивами. «Знімаю своє ім'я з російського фільму „Труднощі виживання“ через зйомки в Криму і групового зґвалтування сценарію» — заявив Володимир Нагорний на сторінці сценаристів України у фейсбуці.

## Згадування у ЗМІ
- https://youtu.be/qC6wZwWp6qA
- https://youtu.be/ZSN_8IThDhI
- https://yummymovie.org/ua/3104/ [Архівовано 31 серпня 2021 у Wayback Machine.]
- https://yummymovie.org/ru/3454/ [Архівовано 1 вересня 2021 у Wayback Machine.]
- https://yummymovie.org/ua/3107/ [Архівовано 31 серпня 2021 у Wayback Machine.]
- https://m.youtube.com/watch?v=jcyfmRVltus&feature=emb_title